# Olympia Brown
Pour les articles homonymes, voir Brown.
Olympia Brown, née le 5 janvier 1835 à Prairie Ronde Township (en) dans le comté de Kalamazoo de l'État du Michigan, et morte le 23 octobre 1926 à Baltimore dans l'État du Maryland, est une femme pasteur et une suffragette américaine.
Olympia Brown est  la première femme diplômée d'un institut de théologie et la première à être officiellement ordonnée ministre du culte en 1863.
Elle fait également partie de la première vague féministe, ensemble de femmes qui ont contribué à l'adoption du Dix-neuvième amendement de la Constitution des États-Unis entré en vigueur le 18 août 1920.
Olympia Brown est une des fondatrices de American Equal Rights Association, elle participe à la création de la New England Woman Suffrage Association ainsi qu'à la National American Woman Suffrage Association, elle est également membre de l'Union du congrès pour le droit de vote des femmes devenue le National Woman's Party.

## Biographie

### Jeunesse et formation

#### Une famille universaliste

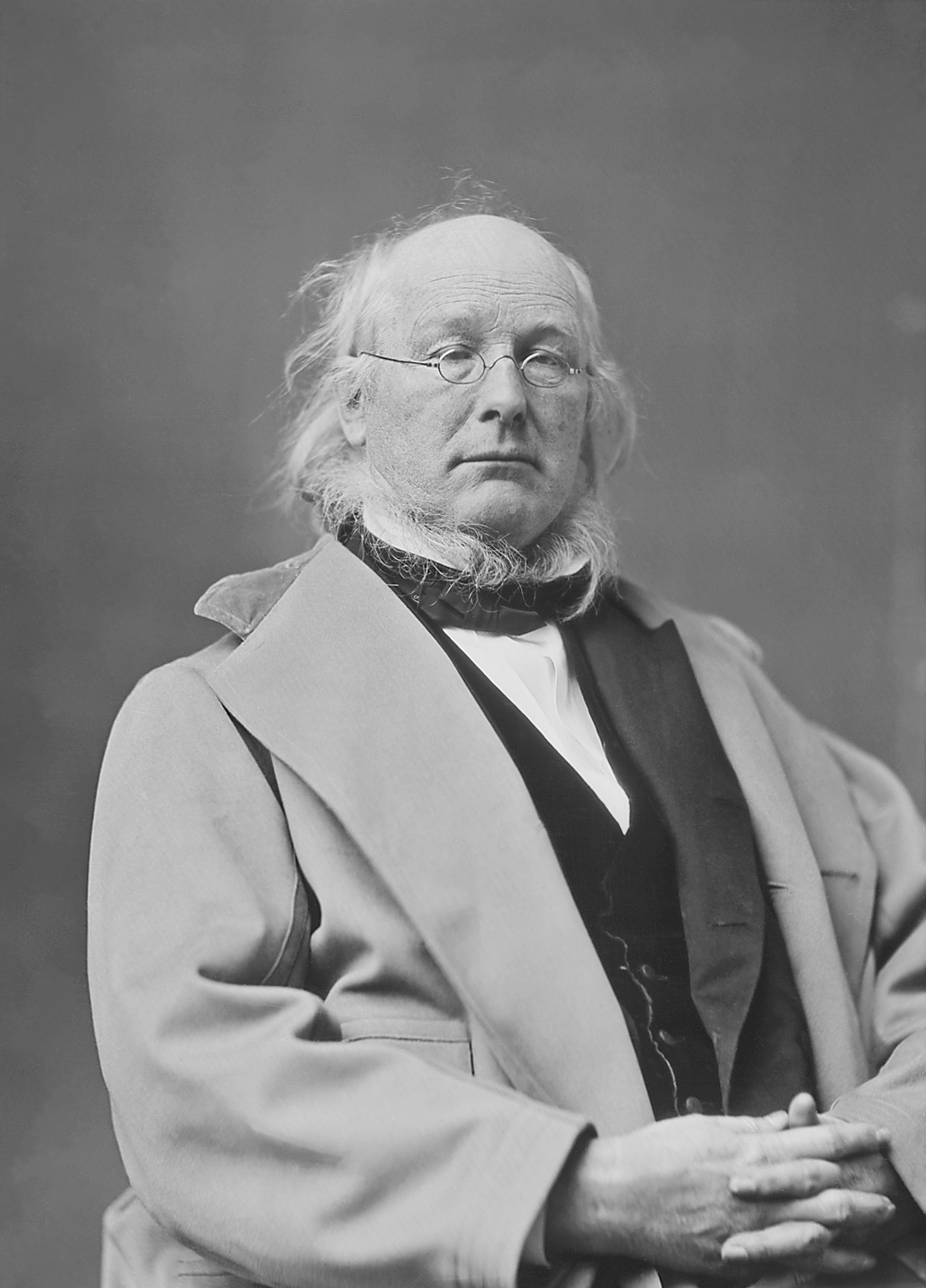
Portrait photographique de Horace Greeley.

Olympia Brown est l'aînée des quatre enfants, un fils et trois filles, de Asa B. Brown et de Lephia Olympia épouse Brown. Ses deux parents, après leur mariage célébré en 1834, décident de quitter les Montagnes Vertes du Vermont  pour s'installer dans le Territoire du Michigan, où ils rejoignent des membres de leur famille qui habitent le village de Schoolcraft près de Kalamazoo. Asa Brown y achète une ferme dans un endroit nommé « Prairie Ronde ». Ses parents sont de confession universaliste, cette appartenance joue un rôle fondamental quant à l'éducation de leurs  enfants, notamment de leur fille Olympia. Par ailleurs, sa mère adhère totalement à l'idée de l'égalité des droits civiques entre les hommes et les femmes et sa tante maternelle Pamela Nathan ainsi que son mari Thomas Nathan sont acquis à la cause abolitionniste. Sa mère comme sa tante lui lisent régulièrement les articles réformistes du New-York Tribune dirigé par Horace Greeley  Olympia Brown apprendra que Pamela Nathan et Thomas Nathan font de leur résidence une étape du Chemin de fer clandestin ,,,,.

#### Scolarité et études universitaires

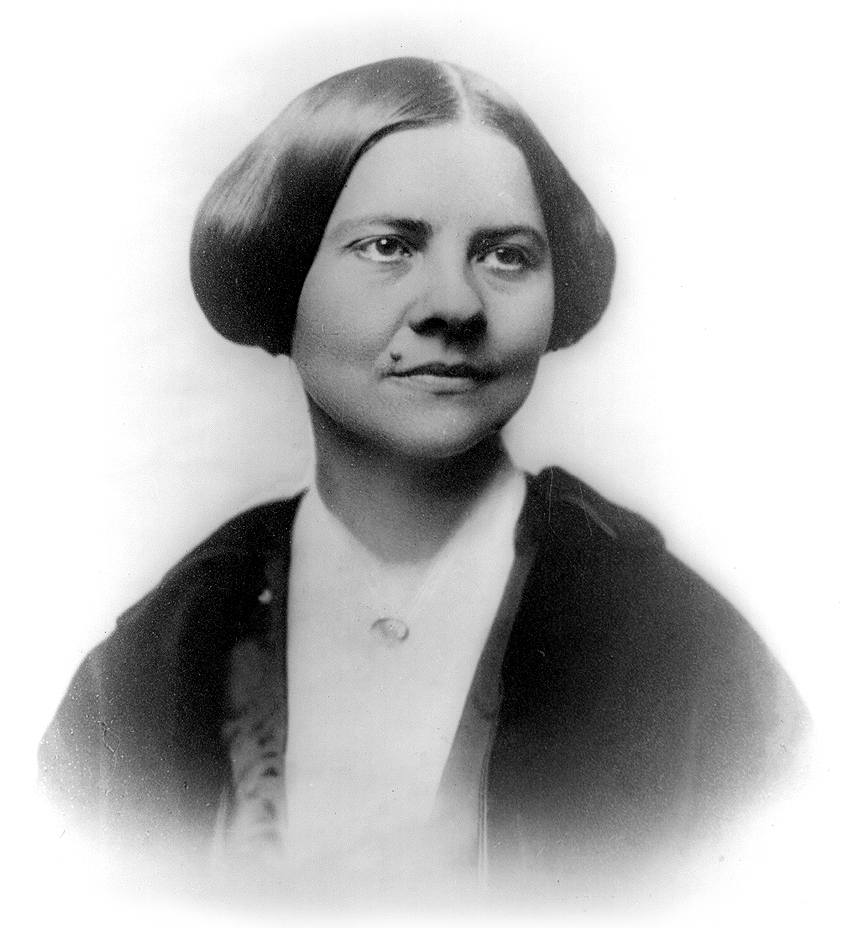
Portrait photographique de Lucy Stone.

Olympia Brown fait ses études primaires dans une école élémentaire construite par ses parents. Puis, en 1849, comme sa sœur Oella Brown, elle suit ses études secondaires au sein du Cedar Park Seminary, un établissement proche, situé à Schoolcraft. Olympia Brown y développe des aptitudes à parler en public avec aisance. Malgré des conférencières célèbres comme Lucy Stone, Angelina Emily Grimké et Sarah Grimké, les mœurs de l'époque estiment qu'il est inconvenant pour une femme de parler en public,,.

##### Le Holyoke Female Seminary
En 1854, une fois diplômées, Olympia et sa sœur Oella Brown sur les conseils de leur mère Lephia Brown, entrent à un séminaire féminin le Holyoke Female Seminary connu plus tard, en 1895, sous le nom de Mount Holyoke College. Cet établissement est fondé en 1837 par Mary Lyon, cela en allant à contre courant d'une opinion défavorable à l'accès des femmes aux études supérieures,,,,.

##### L'Antioch College

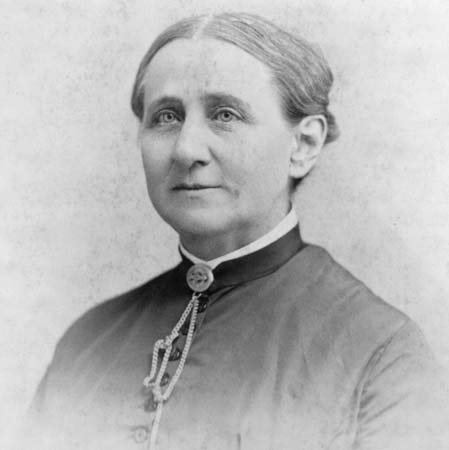
Portrait d'Antoinette Brown Blackwell.

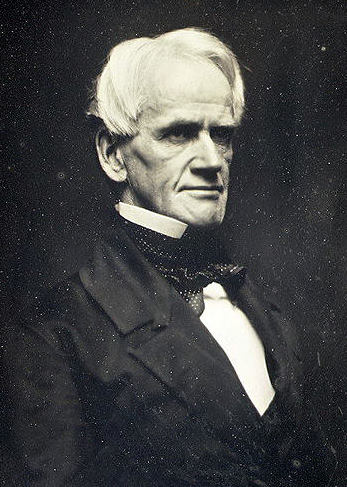
Portrait de Horace Mann par daguerréotype par le studio Southworth & Hawes.

En 1856, Olympia Brown est acceptée par un établissement universitaire récemment créé par Horace Mann, l'Antioch College, elle y obtient le Bachelor of Arts en 1860. C'est pendant ses études au sein de l'Antioch College, qu'elle écoute des conférences ayant pour sujet l’abolition de l'esclavage, les droits des femmes et également pour la première foi un sermon prononcé par une pasteur Antoinette Brown Blackwell, une de ses professeures avec Matilda Joslyn Gage. Bien qu'elles ne soient jamais rencontrées Antoinette Brown Blackwell devient pour Olympia Brown l'exemple à suivre,,,.
Ainsi malgré les préjugés négatifs de l'époque quant l'accès des femmes à l'ordination, Olympia Brown décide de devenir pasteur. En attendant qu'elle soit acceptée par un séminaire, elle écrit des articles et chroniques sur la religion et le droits des femmes. À la fête de Noël de l'année 1860, elle est invitée par des amis à se rendre à Cleveland dans l'État de l'Ohio. Pendant son séjour, elle est sollicitée pour participer à la rédaction d'une pétition sur les droits de propriété des femmes qui sera soumise à la législature de l'Ohio. Le texte rédigé par Olympia Brown reçoit le soutien des chefs d'entreprises, elle est invitée par les leaders politiques à se rendre à Columbus où ils lui annoncent qu'ils l'accompagneront lors de la remise de sa pétition à la législature de l'Ohio.

##### La Theological School of St. Lawrence University
Enfin, à la suite de ses différents courriers pour être admise dans un séminaire, Olympia Brown reçoit en 1861 une réponse positive de la Theological School of St. Lawrence University (en) située dans à Canton dans l'État de New York, un établissement rattaché à l'Association universaliste unitarienne. Durant ses études, elle développe ses dons oratoires, elle répond avec une vivacité cinglante ses condisciples qui se moquent de sa voix haut perchée. Lors d'une fête de Noël, elle est chargée de prononcer le sermon,,.

##### L'ordination
Le 25 juin 1863 Olympia Brown est la première femme ordonnée pasteur de façon officielle, la cérémonie a lieu à Malone dans l'État de New York dans les locaux de la branche  locale de l'Association universaliste unitarienne,,.

### Carrière religieuse

#### Premières charges pastorales
À la suite de son ordination, Olympia Brown parcourt différentes villes du Vermont où elle prononce des sermons tout en étudiant l'art oratoire auprès de Diocletian Lewis (en), dit Dio Lewis. En juin 1864, elle est nommée enfin pasteur à Weymouth  dans l'État du Massachusetts. Puis en 1870, elle accepte de diriger la paroisse de Bridgeport dans l'État du Connecticut, paroisse affiliée à l'Église universaliste, jusqu'en 1876. C'est durant cette période, en avril 1873, qu'elle épouse John Henry Willis, un propriétaire d'un magasin alimentation de vente de thés,.
Puis après Weymouth, Olympia Brown exerce son ministère auprès de diverses congrégations du Connecticut, du Wisconsin et de l'Ohio comme Bridgeport, Racine, Mukwonago, Neenah, Columbus.

#### La féministe

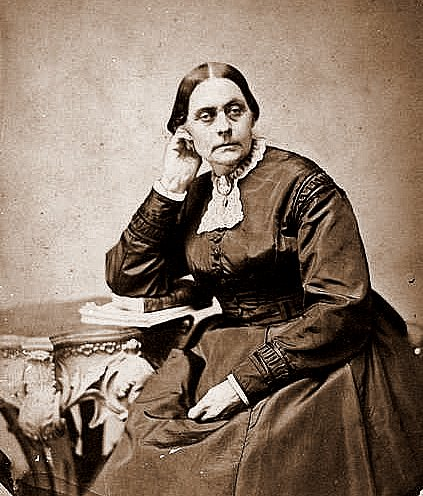
Photographie de Susan B. Anthony.

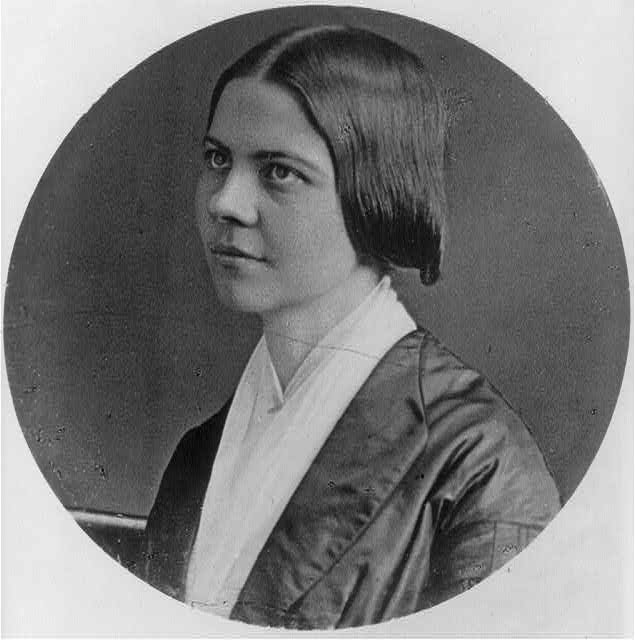
Portrait photographique de Lucy Stone.

##### La New England Woman Suffrage Association
En 1866, Olympia Brown est présente à son premier meeting sur le droit des femmes, conférence donnée par Susan B. Anthony ; convaincue, elle adhère au féminisme et devient l'une des membres fondatrices de l'American Equal Rights Association. En 1867, à la demande pressante de Lucy Stone et de Henry Browne Blackwell, Olympia Brown part pour le Kansas pour y mener une campagne en faveur du droit des femmes et en 1868 devient l'une des fondatrices de la New England Woman Suffrage Association.

##### La National Woman Suffrage Association du Wisconsin
En 1878, Olympia Brown et sa famille quittent Bridgeport dans l'État du Connecticut pour s'installer à Racine dans l'État du Wisconsin car elle est appelée à tenir la charge de pasteur de l'église universaliste dite du  Good Shepherd (« Bon Pasteur »), tandis que son mari devient l'un des actionnaires principaux du Racine Journal Times (en). Olympia Brown prend une place déterminante dans le mouvement féministe du Wisconsin ; ainsi, en 1884 elle est élue présidente de la National Woman Suffrage Association du Wisconsin, charge à laquelle elle est régulièrement réélue jusqu'en 1912, soit pendant 28 années,,.

##### La présence au sein des affaires scolaires du Wisconsin
En 1885, la législature d'État du Wisconsin fait passer un décret garantissant aux femmes le droit de poser leur candidature pour tout ce qui concerne les affaires scolaires de l'État. Olympia Brown demande à que toutes les femmes se mobilisent et présentent leurs candidatures à toutes les élections, autant locales qu'au niveau de l'État. En 1887, sa candidature à Racine est refusée ; aussitôt, elle entame un procès au civil contre la municipalité de Racine, son action échoue, mettant en difficulté la Woman Suffrage Association du Wisconsin, qui a tenu grâce à la force de caractère d'Olympia Brown,. 

### Vie privée
En 1873, Olympia Brown épouse John Henry Willis mais choisit de garder son nom de jeune fille. Ils ont deux enfants, un fils Henry Parker Willis (en), né en 1874, qui sera un professeur des finances à l'université de Columbia, directeur de la publication du New York Journal of Commerce et l'un des rédacteurs du Federal Reserve Act (en) ; puis une fille  Gwendolyn Brown Willis, née en 1876, qui sera professeure de lettres classiques auprès du Collège Bryn Mawr.
Olympia Brown passe les dernières années de sa vie avec sa famille, à Racine (Wisconsin). Elle continue à soutenir les droits des femmes, notamment avec la Ligue internationale des femmes pour la paix et la liberté. Elle meurt à Baltimore le 23 octobre 1926.

## Hommages
En 1963, pour honorer le centenaire de l'ordination d'Olympia Brown, la faculté de théologie de l'université de St. Lawrence inaugure une plaque sur l'église où elle prêchait à Racine. L'inscription mentionne : « La flamme de son esprit brûle encore aujourd'hui ». En 1989, l'église est rebaptisée Olympia Brown Unitary Universalist Church.
En 1975, une école primaire de Racine est nommée en son honneur.
En 1999, elle entre au musée du Michigan Women's Hall of Fame. de Lansing.

## Archives
Ses archives sont conservées à la bibliothèque de Schlesinger de Cambridge (Massachusetts), à la Wisconsin Historical Society et enfin à la bibliothèque du Congrès pour ce qui concerne son militantisme au National Woman's Party.

## Ouvrages
- Acquaintances, Old and New, Among Reformers, n.c (réimpr. 2009, 2018) (1re éd. 1911), 140 p. (ISBN 9780649029471, OCLC 3640396, lire en ligne),

### Directrice de publication
- Democratic Ideals : A Memorial Sketch of Clara B. Colby, n.c (réimpr. 2009, 2010, 2022) (1re éd. 1911), 123 p. (ISBN 9781019329139, OCLC 4620290, lire en ligne),

### Anthologie de sermons
- John Greenleaf Adams et Olympia Brown, Services at the Ordination and Installation of Rev. Phebe A. Hanaford : As Pastor of the First Universalist Church, in Hingham, Massachusetts., Boston Massachusetts, C.C. Roberts (réimpr. 2010, 2018) (1re éd. 1870), 87 p. (ISBN 9781377851792, OCLC 17360496, lire en ligne),

### Anthologie publiée à titre posthume
- (en-US) Dana Greene (dir.), Suffrage and Religious Principle : Speeches and Writings of Olympia Brown, Metuchen, New Jersey, Scarecrow Press (réimpr. 1986) (1re éd. 1983), 200 p. (ISBN 9780810816657, LCCN 83020129, lire en ligne),

## Pour approfondir

#### Notices dans des encyclopédies et manuels de références
- (en-US) Edward T. James (dir.), Janet Wilson James (dir.) et Lawrence R. Graves (rédactrice), Notable American Women 1607-1950, vol. 1 : A-F, Cambridge, Massachusetts, Belknap Press of Harvard University Press. (réimpr. 1974, 1982, 2014) (1re éd. 1971), 687 p. (ISBN 9780674288362, lire en ligne), p. 256-258. ,
- (en-US) John  A. Carnes (dir.), Mark C. Garraty (dir.) et Sheryl A. Kujawa (rédactrice), American National Biography, vol. 3 : Blatchford - Burnet, New York, Oxford University Press, USA, 1999, 973 p. (ISBN 9780195127829, lire en ligne), p. 723-724. ,
- (en-US) Anne Commire (dir.), Deborah Klezmer (dir.) et Margaret L. Meggs (rédactrice), Women in World History, vol. 3 : Brem - Cold, Waterford, Connecticut, Yorkin Publications / Gale group, 1999, 903 p. (ISBN 9780787640620, lire en ligne), p. 115-120. ,

#### Essais et biographies
- (en-US) Charlotte Coté, Olympia Brown : The Battle for Equality, Racine, Wisconsin, Mother Courage Press, 1988, 244 p. (ISBN 9780941300117, lire en ligne). ,
- (en-US) Beverly Zink-Sawyer, From Preachers to Suffragists : Woman's Rights and Religious Conviction in the Lives of Three Nineteenth-Century, Louisville, Kentucky, Westminster John Knox Press, 2003, 260 p. (ISBN 9780664226152, lire en ligne),

#### Articles
- (en-US) Charles E. Neu, « Olympia Brown and the Woman's Suffrage Movement », The Wisconsin Magazine of History, vol. 43, no 4,‎ été 1960, p. 277-287 (11 pages) (lire en ligne ). ,